# Heksaemeron
Heksaemeron (z gr. hexa hemeron – sześć dni) – w egzegezie biblijnej nazwa opisu stworzenia świata zawartego w Księdze Rodzaju 1,1–2,4a, w którym Bóg stwarza wszechświat w ciągu sześciu dni.

## Powstanie i przesłanie
Heksaemeron stanowi część Księgi Rodzaju, pierwszej księgi Starego Testamentu, zajmuje miejsce 1,1–2,4a. W rezultacie Biblia zaczyna się opisem stworzenia świata przez Boga. Księgi biblijne nie powstawały jednak w kolejności, w jakiej zostały umieszczone w Biblii. Księga Rodzaju została ostatecznie zredagowana w VI wieku przed naszą erą, później niż liczne inne części Biblii, i prawdopodobnie wtedy też powstał Heksaemeron. O ile niektóre historie zawarte w tej księdze bliższe czasowo ich spisaniu mogą mieć starsze pochodzenie i przechowywać elementy opowiadań z historii rodowych Izraelitów, o tyle pierwsza jej część, opisująca początki świata i ludzkości została ukształtowana dopiero w czasie niewoli babilońskiej. Obecnie powstanie Pięcioksięgu Mojżesza tłumaczy się kompilacją wcześniejszych tekstów należących do czterech tradycji: jahwistycznej, elohistycznej, deuteronomicznej i kapłańskiej, pozwala to wyjaśnić obecne w Torze powtórzenia i niespójności. Dotyczą one między innymi opowieści o stworzeniu właśnie: Genesis zawiera dwie historie stworzenia, które się od siebie różnią. Heksaemeron jest właśnie jedną z nich.
Motywów powstania i włączenia do Biblii opowieści o stworzeniu upatrywać można w sytuacji politycznej Izraelitów, którzy, uważając się za naród wybrany, po upadku Królestwa Judy pozbawieni byli własnego państwa. Rodziło to pytania o powód poddania narodu wybranego obcym, politeistycznym ludom. Heksaemeron głosi, że Jahwe jest nie tylko bogiem Izraela, ale stwórcą całego świata i działanie obcych dla Izraelitów narodów stanowi wyraz działania Boga, narzędzie w boskich rękach. Do wyrażenia tej idei konieczne było odwołanie się do obowiązujących ówcześnie pojęć kosmologicznych i ówczesnej wiedzy na temat świata. Jednak to nie one stanowią zasadniczy element Heksaemeronu, stanowią raczej tło dla zasadniczego przesłania utworu: stworzenia świata przez Jahwe, barwny sposób przekazywania treści teologicznych. Było to tym ważniejsze, że odbiorcą był Żyd mieszkający wśród wyznawców innych religii, posiadających swoje opowieści o stworzeniu (Marduk zabijający Tiamat i czyniący świat z jej ciała), na które Biblia musiała dać odpowiedź. Ponadto w Babilonii rozwijała się ściśle wtedy połączona z mitologią astronomia. W tym kontekście autorzy biblijni wskazali, że typowe dla sąsiadów z Mezopotamii kulty astralne, a dla sąsiadów z Egiptu kulty zwierząt, są błędne, jako kulty stworzeń, a nie stwórcy. Odróżniając się od religii sąsiadujących ludów, Biblia wypowiada się jednak na tematy kosmologii oględnie, wręcz unika tej tematyki. Autor Heksaemeronu zasadniczo powiela panujący wówczas pogląd geocentryczny, ale nie zajmuje się rozstrzyganiem kwestii astronomicznych i fizycznych. Opis stworzenia jest tylko opisem teologicznym podkreślającym monoteizm i stwórczą rolę Boga. Nie jest w żadnym razie opisem naukowym, treści kosmologiczne wręcz są w Biblii lekceważone (jako że podawane są dwa sprzeczne ze sobą opisy) – liczy się teologia. Odróżnia się więc Heksaemeron od wierzeń okolicznych ludów istniejącym od zawsze Bogiem, który nie rodzi się ani nie wyłania ze świata – nie ma tu teogonii. Świat nie powstaje też z materii wyłonionej z bóstwa.
Początki Heksaemeronu wywodzić się mogą z opowieści powtarzanych sobie ustnie i rozprowadzanych przez wędrowców starożytnego Bliskiego Wschodu. Przekazywane z pokolenia na pokolenie, zostały w końcu spisane. Heksaemeron stanowi taki przekazywany wcześniej ustnie, potem spisany poemat, utwór poetycki przypominający inne pieśni tamtej kultury jak biblijna pieśń o winnicy czy eposy babilońskie. Tekst Heksaemeronu używa podniosłego języka, jest rytmiczny, występują powtórzenia, paralelizmy, rymy, asonacje. Na pierwszy plan wysuwa się estetyka tekstu, nie zawartość merytoryczna. Nie wyklucza się nawet, że Heksaemeron mógł być niegdyś pieśnią liturgiczną, jako że regularna budowa ułatwia zapamiętywanie. Według biblistów hymn ten ma wzbudzać wśród wiernych uczucie wdzięczności wobec Stwórcy oraz przeświadczenie, że Bóg jest początkiem wszystkiego, a Jego stworzenie jest z natury dobre. Biblijna opowieść uzasadnia też świętowanie szabatu: po sześciu dniach pracy Jahwe odpoczywa. Heksaemeron pasowałby więc do reformy religijnej Jozjasza jako pieśń religijna uzasadniająca świętowanie szabatu.

## Budowa
Heksaemeron jest określany jako hymn. Regularna budowa Heksaemeronu przedstawia się następująco. Całość zajmuje Rdz 1,1–2,4a i dzieli się na 3 części:
1. wstęp obejmuje Rdz 1,1–2. Wspomina 3 przestrzenie (ziemia, woda, ciemność), wiążące się z trzema pierwszymi i trzema następnymi dniami stworzenia
2. korpus, Rdz 1,3–31, składający się z kolei z dwóch części, dzielonych za Tomaszem z Akwinu na dzieło oddzielenia (opus distictionis) i dzieło wystroju (opus ornatus). Zajmują one odpowiednio 3 pierwsze i 3 kolejne dni Heksaemeronu i odpowiadają przestrzeniom wspomnianym we wstępie
3. konkluzję, zawarta w Rdz2,1–4a, symetryczną wobec wstępu. Bóg kończy swoje dzieło i odpoczywa

Budowa 6+1 świadczy o trwaniu dzieło przez nieokreślony czas w przeszłości, dzieło to jednak zostało ukończone. Podobna kompozycja występuje np. w poemacie o Aqhacie. Tak więc Bóg przez jakiś czas stwarza świat, po czym kończy swe dzieło. Wielokrotności liczby 7 powtarza się jeszcze kilka razy, np. pierwszy wiersz (w oryginale) ma 7 wyrazów, kolejny 14. Imię Boga wymienione jest 35 razy.
Korpus przedstawia poniższa tabela
| Przestrzeń | Dzieło oddzielenia – nieruchome przestrzenie      | Dzieło wystroju – wypełnienie przestrzeni ruchomymi elementami        |
| ---------- | ------------------------------------------------- | --------------------------------------------------------------------- |
| ciemność   | Dzień 1 (1,3–5): oddziela światło i ciemność      | Dzień 4 (1,14–19): ozdabia światło, tworząc Słońce, Księżyc i gwiazdy |
| woda       | Dzień 2 (1,6–8): rozdziela wody, tworząc niebo    | Dzień 5 (1,20–23): stwarza ryby i ptaki                               |
| ziemia     | Dzień 3 (1,9–13): wydziela ziemię, tworzy rośliny | Dzień 6 (1,24–31): stwarza zwierzęta lądowe i człowieka               |

W powyższej budowie widać paralelizm. Podobnie paralelne względem siebie są opisy poszczególnych dni stworzenia. Zawierają one zawsze 8 stałych elementów:
1. wprowadzenie – informację, że to Bóg mówi
2. rozkaz Jahwe, by tak się stało
3. wypełnienie rozkazu – dzieje się tak, jak Bóg powiedział, że ma się zadziać
4. opis, co Bóg w ten sposób stworzył
5. nazwanie stworzonych bytów
6. pobłogosławienie ich przez Stwórcę
7. pochwała, że stworzone byty są dobre
8. konkluzja dotycząca minionego wieczora i poranka

Poszczególne dzieła stwarzane przez Jahwe różnią się liczbą formuł użytych do ich opisania, jednak różnice te w dziele oddzielenia i dziele wystroju odpowiadają sobie. Budowa taka ułatwia zapamiętanie poematu.
Prolog Ewangelii według św. Jana jest wzorowany na Heksaemeronie.

## Dzieła Ojców Kościoła
Nazwa ta po raz pierwszy użyta została przez Filona z Aleksandrii. W kręgu literatury chrześcijańskiej po raz pierwszy znajdujemy ją u apologety z II w. Teofila z Antiochii i odtąd w literaturze patrystycznej występuje już stale.
Wybrane pozycje patrystyczne:
- Hipolit Rzymski (170–235) – O Heksaemeronie, wyd. angielskie: Hyppolitus: On the Hexaemeron. Stewart Dingwall Fordyce Salmond (oprac.). New York. Seria: Ante-Nicene Fathers vol. V. (ang.). Brak numerów stron w książce. O tym, że Hipolit napisał ten komentarz wspomina dzieło Święte Porównania, przypisywane Janowi Damasceńskiemu, wspomina o nim także Euzebiusz z Cezarei, w dziele Historia Kościelna, VI, 22, a także Hieronim ze Strydonu, Syncellus, Honoriusz, etc.
- Bazyli Wielki – Homiliae in hexaemeron (Sources chrétiennes, 26bis)
- Ambroży z Mediolanu (IV w.) – Exameron (lub Hexameron) – zbiór sześciu homilii wyjaśniających początek Księgi Rodzaju, sześć dni stworzenia, inspirowany dziełem św. Bazylego pod tym samym tytułem. Dzieło to pochodzi z 389 r. Wydał: C. Schenkl CSEL 32/1,3-262 (1897 r.). Polski przekład: Hexaemeron, Warszawa 1969 ATK PSP 6.
- Anastazy z Synaju (VII w.) – Hexaemeron (PG 89,963)
- Mojżesz Bar Kefas (IX w., Syria) – Komentarz do Heksaemeronu w pięciu księgach, oryginał w Bibliothèque nationale de France (Syr. 241), fragmenty zostały przetłumaczone na francuski przez François Nau[23].